# Лютов (Німеччина)
Лютов (нім. Lütow) — громада в Німеччині, розташована в землі Мекленбург-Передня Померанія. Входить до складу району Передня Померанія-Грайфсвальд. Складова частина об'єднання громад Ам-Пенестром.
Площа — 16,3 км2. Населення становить 428 ос. (станом на 31 грудня 2020).

## Галерея

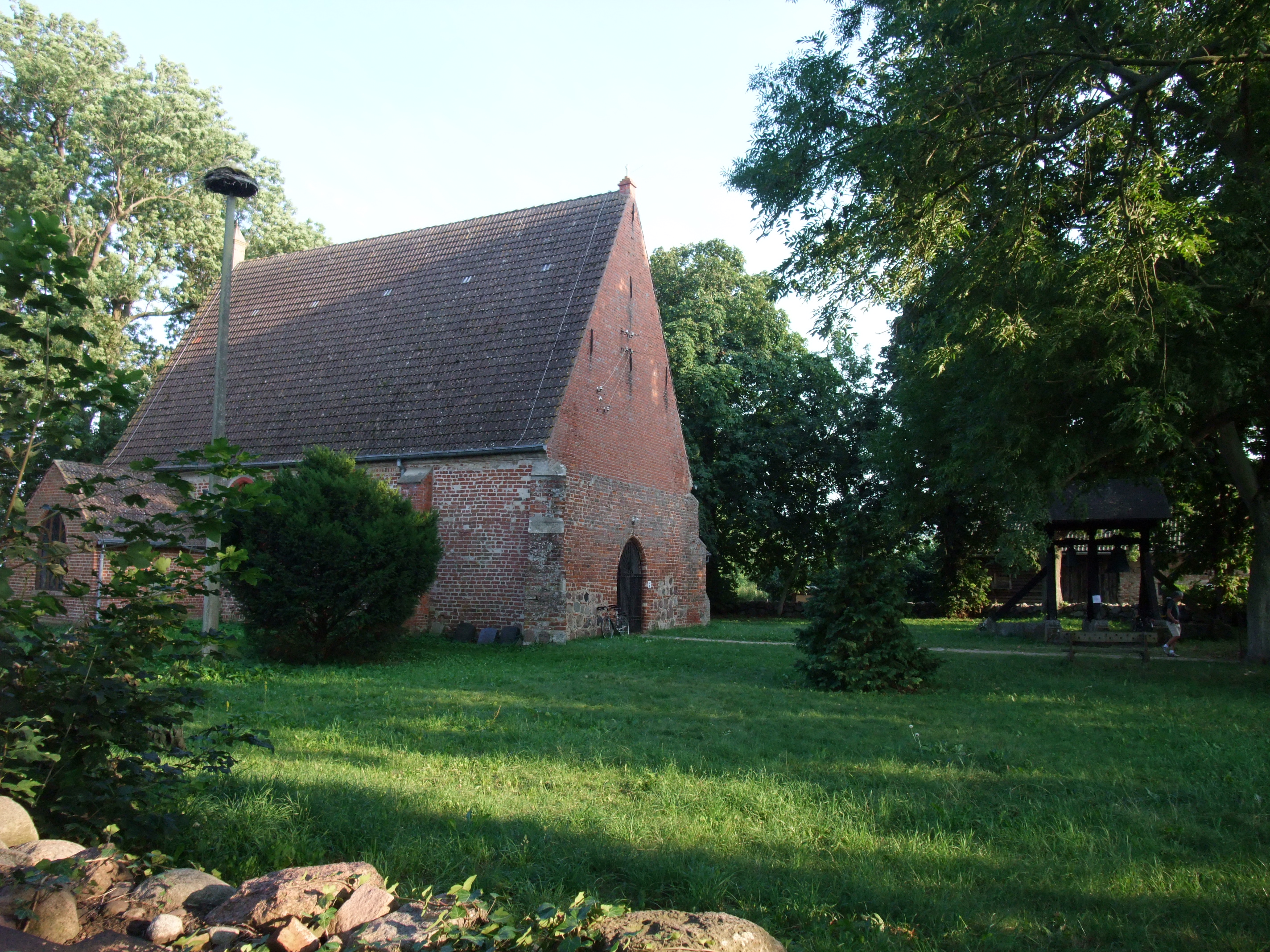
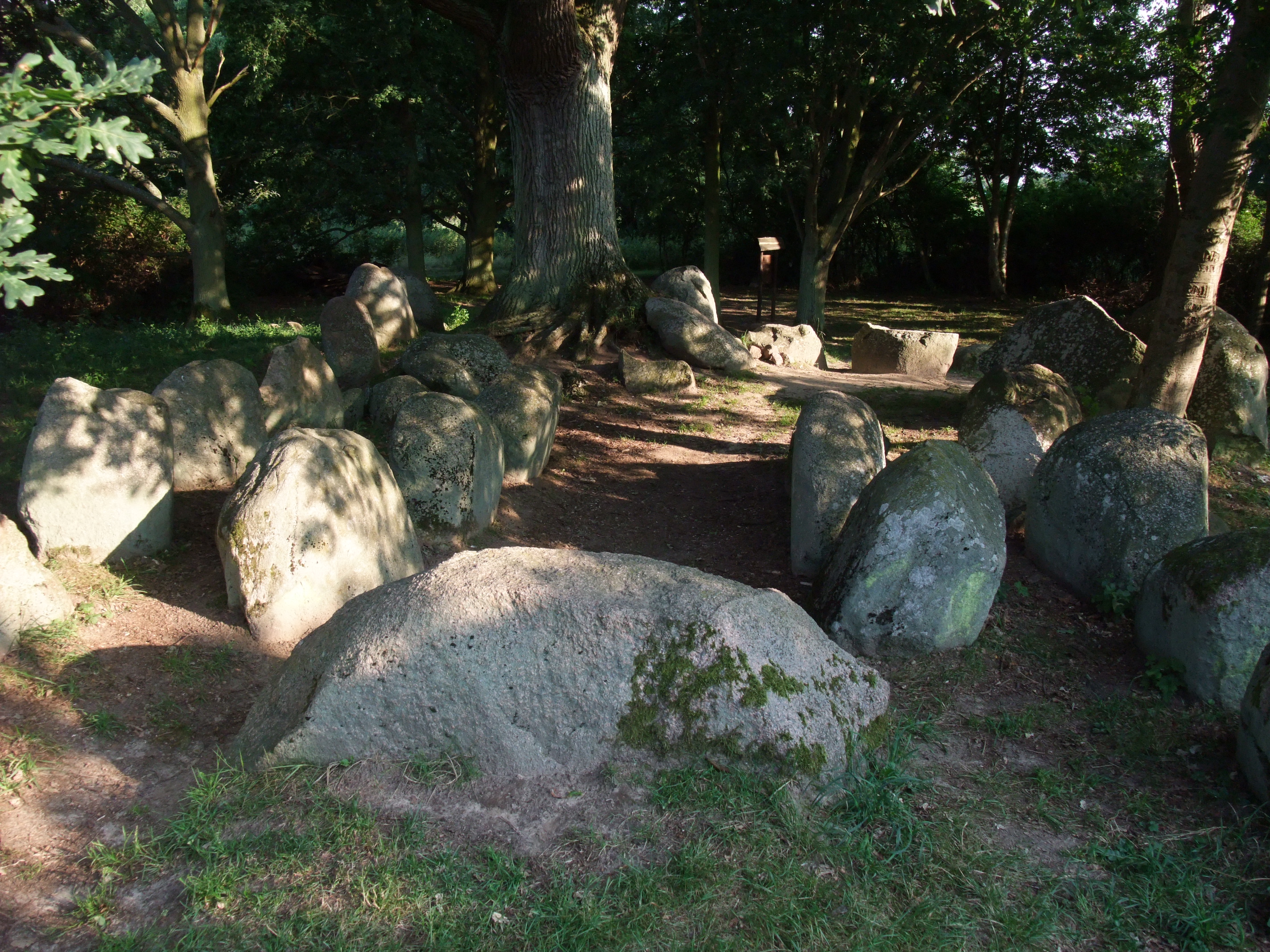